# Doui

Das Tibesti-Gebirge und seine Siedlungen, Doui liegt etwa 4 Kilometer südwestlich von Ounofou

Doui (in französischen Quellen auch Douï) ist eine Oase im Norden des Tschad in der Provinz Tibesti. Doui liegt im Enneri Doui, einem südlichen Seitental des Enneri Zoumri, etwa 6 km östlich von Odouxi. Der Ort liegt auf einer Höhe von 1345 Metern über dem Meeresspiegel. Verschiedene Quellen verzeichnen unter exakt denselben Koordinaten zusätzlich eine Siedlung namens Yèntar bzw. Yentar, eventuell ein Alternativname von Doui.